# Centre-Est
Centre-Est is een bestuurlijke regio in het zuidoosten van Burkina Faso. De regio is bijna 15.000 vierkante kilometer groot en telde in januari 2006 ruim één miljoen inwoners. De meesten onder hen behoren tot de Bissa en de Mossi. De regionale hoofdstad is Tenkodogo.
Centre-Est grenst in het zuiden aan buurland Benin, in het westen aan de regio Centre-Sud, in het noordwesten aan Plateau-Central, in het noorden aan Centre-Nord en in het oosten aan Est.
Centre-Est werd op 7 juni 1974 afgesplitst van de regio Est. De regio mat toen 11.266 km² en telde in december 1975 404.602 inwoners.

## Provincies
Centre-Est bestaat uit drie provincies:
- Boulgou
- Koulpélogo
- Kouritenga

Deze zijn op hun beurt verder onderverdeeld in 29 departementen.

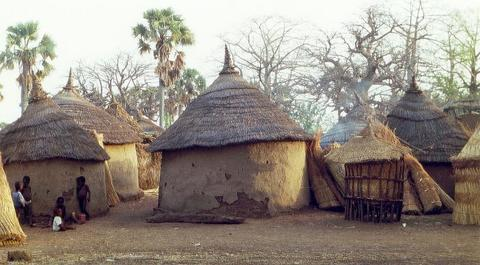
Hutten in Dourtenga, departement Dourtenga, provincie Koulpélogo.

Boucle du Mouhoun · Cascades · Centre · Centre-Est · Centre-Nord · Centre-Ouest · Centre-Sud · Est · Hauts-Bassins · Nord · Plateau-Central · Sahel · Sud-Ouest